# H.H. Hubertus en Barbarakerk

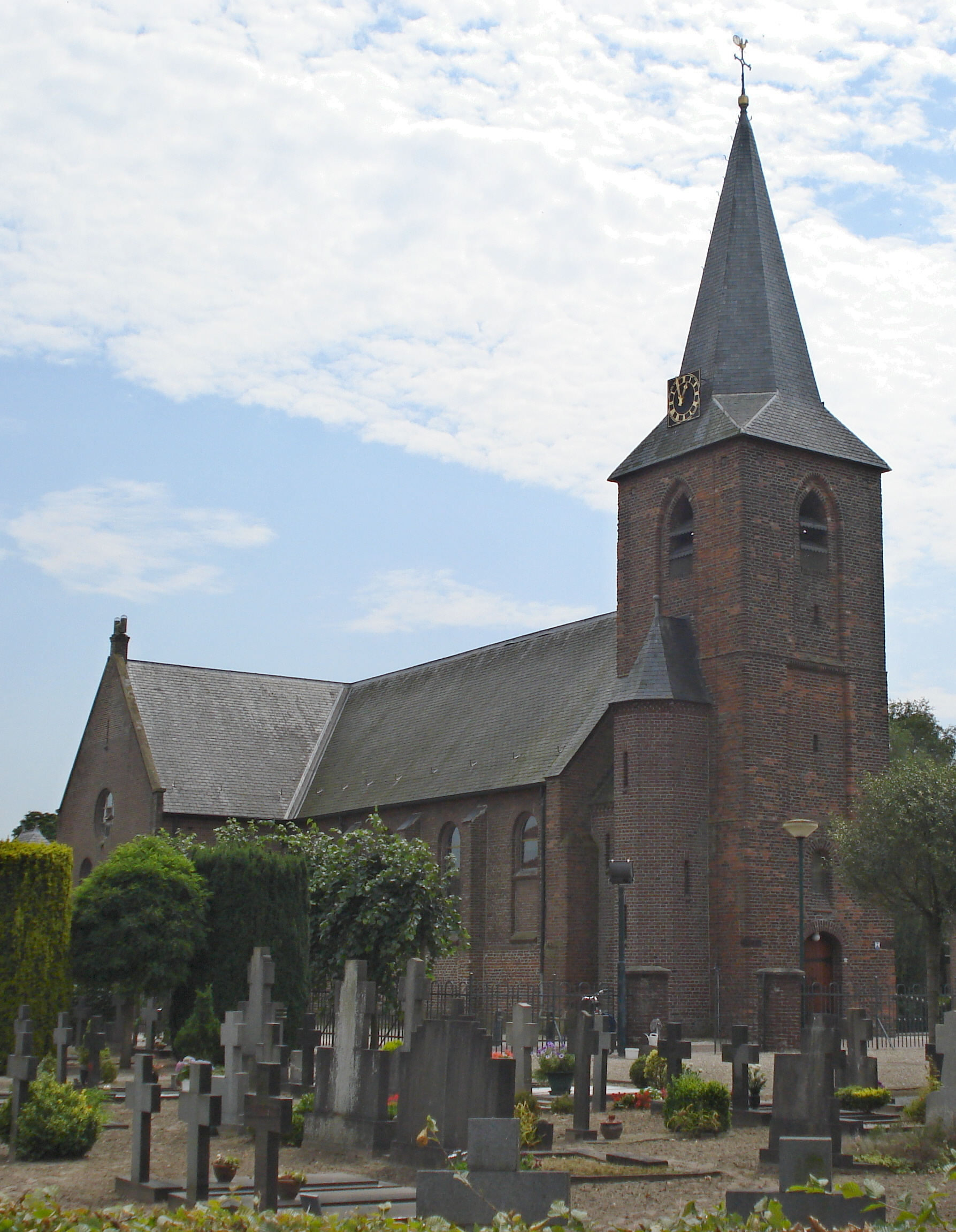

De Kerk van de Heiligen Hubertus en Barbara is een kerk in Sint Hubert in de provincie Noord-Brabant. Het is een rijksmonument.
Het gebouw is ten dele nog een 15e-eeuwse gotische kerk, waaraan in 1924 een nieuw transept en koor toegevoegd zijn. De ingebruikname was in 1825.
De toren en het middenschip stammen uit 1459. De toren bestaat uit drie geledingen. De ingang met rondboograam is later toegevoegd. In de tweede geleding is aan alle zijden een rechthoekig spaarveld aangebracht. Aan de noordkant is een veelhoekige traptoren. 
In de muren aan de zijkant is ijzeroersteen verwerkt, die in deze streek te vinden is. Ook de fundamenten van het eenbeukige schip zijn uit deze steensoort gemaakt. Het schip bestaat uit vier traveeën, die van steunberen zijn voorzien. In 1825 is in het interieur een vlak tongewelf aangebracht. 
In 1934 werd het kerkje met dwarspand en koor uitgebreid. Toen werd het lagere, oude koor afgebroken. 

## Interieur
Het interieur kent een orgelgalerij uit 1857, die ooit een communiebank is geweest. Een God de Vader en een kruisgroep in de toren, alsmede twee putti in het koor, zijn onderdelen van het gesloopte, 18e-eeuwse hoogaltaar. Er zijn laat-18e-eeuwse beelden van Jacobus, Hubertus en Barbara. In het noordertransept is er een beeld van de Heilige Catharina dat tussen 1520 en 1530 is gemaakt. De biechtstoel en de preekstoel stammen uit de 18e eeuw. De preekstoel toont reliëfs van de Goede Herder en Sint-Hubertus.